# Institut für Österreichische Geschichtsforschung

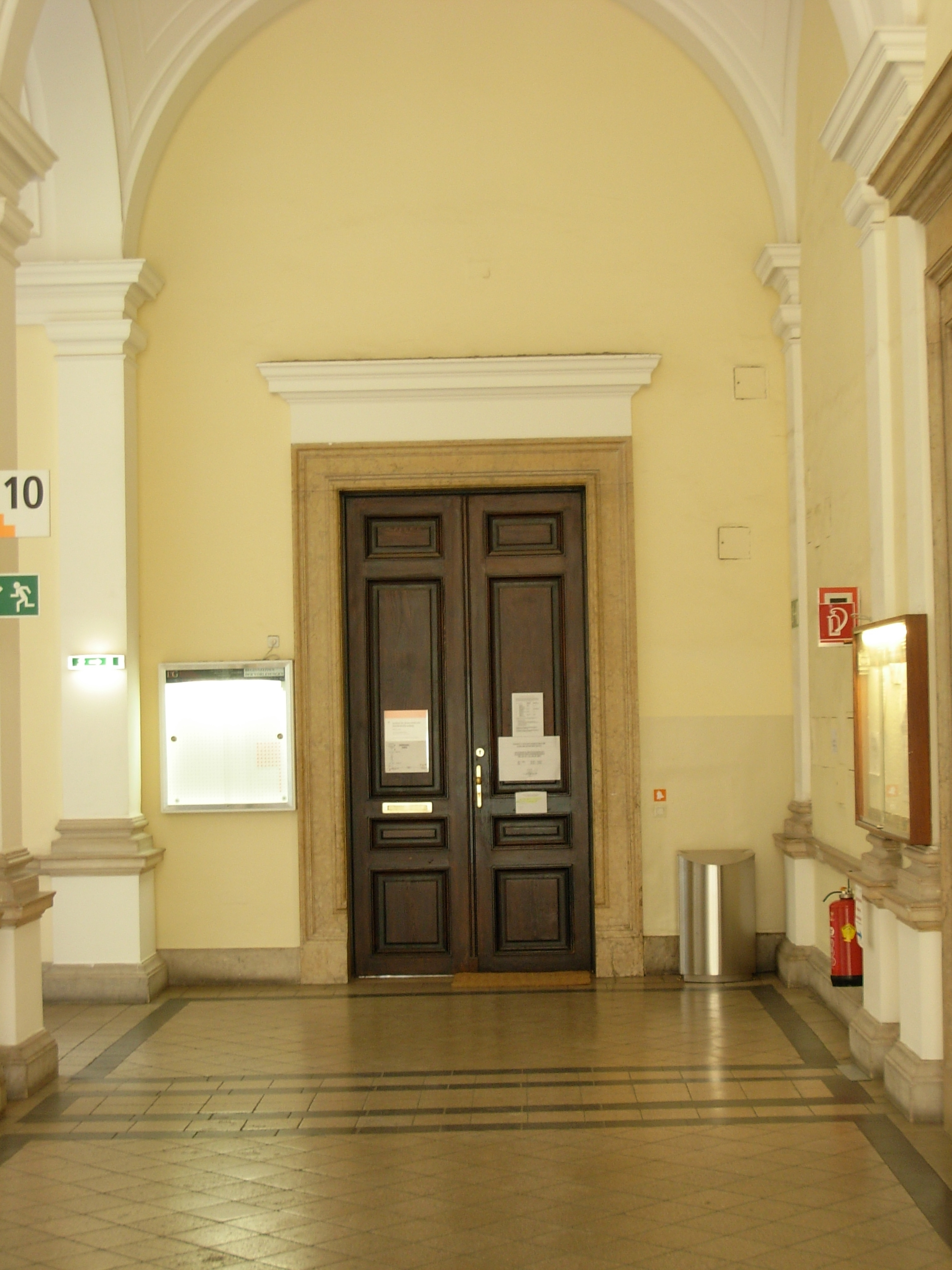
Eingang zum Institut für Österreichische Geschichtsforschung der Universität Wien

Das Institut für Österreichische Geschichtsforschung (IÖG) der Universität Wien ist ein geschichtswissenschaftliches Forschungsinstitut, das 1854 gegründet wurde und seit 1. Jänner 2016 Teil der Universität Wien ist. Seine Aufgaben umfassen „insbesondere die Planung und Durchführung von Forschungsvorhaben auf dem Gebiet der europäischen Geschichte des Mittelalters und der Neuzeit sowie der österreichischen Geschichte mit einem Schwerpunkt auf den Historischen Hilfswissenschaften, der Quellenedition und Quellenerschließung auf der Grundlage anerkannter internationaler Standards und deren Dokumentation und Publikation.“

## Geschichte
Das Institut wurde 1854 als „zentralstaatliche Gründung von oben (...), die nicht auf einem zivilgesellschaftlichen Engagement bürgerlicher Vereine, sondern auf der Geschichtspolitik hoher Beamtenkreise beruhte“, geschaffen; es war direkt dem Ministerium für Cultus und Unterricht unterstellt und nahm eine „Zwitterstellung zwischen außeruniversitärem Forschungsinstitut und akademischer Lehrinstitution ein“. Von 1920 bis 1945 hieß es Österreichisches Institut für Geschichtsforschung. Auch nach der Eingliederung in die Universität Wien gibt es mit § 40a des Universitätsgesetzes eine gesetzliche Bestandsgarantie für das Institut.
Bis 31. Dezember 2015 war das IÖG eine Einrichtung des Bundes gewesen und unterstand dem Bundesministerium für Wissenschaft, Forschung und Wirtschaft. In Forschung und Lehre hatte bereits vor der mit 1. Jänner 2016 erfolgten Integration in die Universität Wien eine enge Kooperation mit der Universität Wien bestanden, die ein Masterstudium mit Schwerpunkt auf den historischen Hilfswissenschaften und der Archivwissenschaft anbietet.

## Direktoren
- 1854–1869: Albert Jäger
- 1869–1891: Theodor von Sickel
- 1891–1896: Heinrich von Zeißberg
- 1896–1903: Engelbert Mühlbacher
- 1903–1926: Emil von Ottenthal
- 1926–1929: Oswald Redlich
- 1929–1940: Hans Hirsch
- 1940–1945: Otto Brunner
- 1945–1962: Leo Santifaller
- 1962–1983: Heinrich Fichtenau
- 1983–2002: Herwig Wolfram
- 2002–2009: Karl Brunner
- 2010–2020: Thomas Winkelbauer
- seit 2020: Christian Lackner

## Publikationen
Das Institut gibt unter anderem seit dem Jahr 1880 die renommierte Zeitschrift Mitteilungen des Instituts für Österreichische Geschichtsforschung (MIÖG) heraus.